# Hildemar
Hildemar – imię męskie pochodzenia germańskiego, złożone z członów: hild — "walka" i māri — "sławny". Oznaczałoby zatem "kogoś, czyja sława pochodzi z walki", por. Wojsław. Wśród patronów tego imienia - św. Hildemar, mnich w Corbie (zm. w 843 roku).
Hildemar imieniny obchodzi 8 grudnia.